# آئین اورما
آئین اورما (به فرانسوی: Ain Orma) یک منطقهٔ مسکونی در مراکش است که در مکناس تافیلالت واقع شده‌است.

## خصوصیات
آئین اورما ۳٬۷۱۶ نفر جمعیت دارد.